# 旺農 (澳大利亞國會選區)
旺農選區（英語：Division of Wannon），是澳大利亞維多利亞州的下議院選區，位於該州西南部，因旺農河而得名。面積33,854平方公里。
選區始於1900年，是七十五個原始國會選區之一。本區1955年以來是自由黨的安全選區，此前是工黨和右翼政黨競爭的選區。2008年至今的當區議員是丹·特漢。